# Momo-Klasse
Die Momo-Klasse (japanisch 桃型駆逐艦 Momo-gata kuchikukan) war eine Klasse von vier Zerstörern der Kaiserlich Japanischen Marine, die während des Ersten Weltkrieges gebaut wurden und bis in die 1940er Jahre in Dienst stand.

## Geschichte

### Entwicklungsgeschichte
Im Rahmen der Ersten Phase des Ersten Acht-Acht Flottenbauprogramms (Hachi-Hachi Kantai) stellte die Kaiserlich Japanische Marine, ab 1915, die vier Schlachtschiffe der Fusō- und Ise-Klasse in Dienst. Als Geleitfahrzeuge waren für diese die Zerstörer der Isokaze-Klasse vorgesehen. Da es sich aber die Marine nicht leisten konnte viele große Zerstörer (Zerstörer 1. Klasse) zu bauen, wurde beschlossen eine weitere Klasse von mittelgroßen Zerstörern (Zerstörer 2. Klasse) zu bauen. Diese Schiffe waren eine verkleinerte Version der Isokaze-Klasse, mit drei anstatt vier 12-cm-Geschützen und sechs Torpedorohren, welche erstmals in der japanischen Marine in Drillingsrohrsätzen verbaut waren.
Vier Einheiten wurden im Haushaltsjahr 1915 bewilligt und die Bauaufträge an die beiden Marinewerften in Maizuru und Sasebo vergeben. Welche die Boote ab Februar 1916 auf Kiel legten und bis Mai 1917 fertigstellten.

### Mandschukuo
Zum 1. Mai 1937 wurde die Kashi der Marine des japanischen Marionettenstaates Mandschukuo übergeben und als Hai Wei in Dienst gestellt. Dort tat sie bis Juni 1942 Dienst und wurde dann an die japanische Marine zurückgegeben, welche sie als Patrouillenboot mit dem Namen Kari verwendete.

## Liste der Schiffe
| Name        | Bauwerft            | Kiellegung       | Stapellauf        | Indienststellung  | Verbleib |
| ----------- | ------------------- | ---------------- | ----------------- | ----------------- | --- |
| Momo (桃)   | Marinewerft Sasebo  | 28. Februar 1916 | 12. Oktober 1916  | 23. Dezember 1916 | 1940 außer Dienst gestellt und abgewrackt                                                                         |
| Kashi (樫)  | Marinewerft Maizuru | 15. März 1916    | 1. Dezember 1916  | 31. März 1917     | Als Geleitschiff Kari versenkt am 10. Oktober 1944 durch amerikanischen Luftangriff der Task Force 38 vor Okinawa |
| Hinoki (檜) | Marinewerft Maizuru | 5. Mai 1916      | 25. Dezember 1916 | 31. März 1917     | 1940 außer Dienst gestellt und abgewrackt                                                                         |
| Yanagi (柳) | Marinewerft Sasebo  | 21. Oktober 1916 | 24. Februar 1917  | 5. Mai 1917       | 1940 außer Dienst gestellt und als Hulk verwendet, 1947 in Ominato abgewrackt                                     |

## Technische Beschreibung

### Rumpf
Der Rumpf eines Zerstörer der Momo-Klasse war 85,8 Meter lang, 7,7 Meter breit und hatte bei einer Einsatzverdrängung von 1.100 Tonnen einen Tiefgang von 2,3 Metern.

### Antrieb
Der Antrieb erfolgte durch vier mischbefeuerte Kampon-Dampfkessel und zwei Getriebeturbinen, mit welchen eine Leistung von 16.000 PS (11.768 kW) erreicht wurde. Die Leistung wurde an zwei Wellen mit je einer Schraube abgegeben. Die Höchstgeschwindigkeit betrug 31,5 Knoten (58 km/h). Es konnten 212 Tonnen Schweröl und 92 Tonnen Kohle gebunkert werden, was zu einer maximalen Fahrstrecke von 2.400 Seemeilen (4.445 km) bei 15 Knoten führte.

### Bewaffnung
Bei Indienststellung bestand die Bewaffnung aus drei 12-cm-Geschützen mit Kaliberlänge 40 des Typ 41, sie waren in Mittschiffslinie – eines vor dem Brückenaufbau, eines zwischen den beiden Schornsteinen und eine hinter dem achteren Deckshaus – aufgestellt. Zur Flugabwehr befanden sich zwei 6,5-mm-Maschinengewehre Typ 3 und als Torpedobewaffnung zwei Drillingstorpedorohrsätze im Kaliber 53,3 cm an Bord.

## Besatzung
Die Besatzung hatte eine Stärke von 110 Offizieren, Unteroffizieren und Mannschaften.